# Travis Hirschi
Travis Hirschi (Rockville (Utah), 15 april 1935 — Tucson, 2 januari 2017) was een Amerikaans criminoloog. Hij leverde een aandeel in de sociale controletheorie.